# Барони, Фил
Филип Джордж Барони (англ. Philip George Baroni; род. 16 апреля 1976, Лонг-Айленд, Нью-Йорк) — американский боец смешанного стиля, представитель средней и полусредней весовых категорий. Выступает на профессиональном уровне начиная с 2000 года, известен по участию в турнирах бойцовских организаций UFC, PRIDE, Strikeforce, Bellator, ONE FC, Cage Rage, DREAM, EliteXC и др.

## Биография
Фил Барони родился 16 апреля 1976 года в Массапекуа-Парк на острове Лонг-Айленд (Нью-Йорк). Имеет итальянские корни, приходится двоюродным внуком известному итало-американскому реслеру Лу Альбано.
Во время учёбы в старшей школе Массапекуа в одноименной деревне, занимался борьбой, продолжил борцовскую карьеру в Nassau Community College, дважды получал статус всеамериканского спортсмена, в зачёте национальных первенств занимал пятое и второе места. Однако на четвёртом курсе обучения был отчислен за драку со школьным смотрителем. Учился в Hofstra University, откуда впоследствии перевёлся в Центральный Мичиганский университет — получил здесь степени в области биологии и психологии.
В молодости также увлекался бодибилдингом, с определёнными успехами выступал в кикбоксинге и любительском боксе.
Прежде чем начать зарабатывать единоборствами, сменил множество профессий: был рабочим на стройке, разносчиком пиццы, вышибалой, агентом по продаже автомобилей.
Дебютировал в смешанных единоборствах на профессиональном уровне в августе 2000 года, выиграв у своего соперника техническим нокаутом за 35 секунд.
Начиная с 2001 года Барони выступал в крупнейшей американской бойцовской организации Ultimate Fighting Championship, где сумел выиграть у таких соперников как Кёртис Стаут, Амар Сулоев и Дейв Менне. Тем не менее, он по два раза проиграл Мэтту Линдлэнду и Эвану Таннеру, а также уступил Питу Селлу, потерпев в общей сложности четыре поражения подряд.
В 2005 году присоединился к крупнейшей японской организации Pride Fighting Championships и с этого времени регулярно выступал в Японии. Добавил в послужной список победы над такими местными японскими бойцами как Икухиса Минова, Рё Тёнан, Ёсукэ Нисидзима, но был побеждён Миновой в матче-реванше, кроме того, проиграл другому известному японскому бойцу Кадзуо Мисаки.
В июне 2007 года встретился с соотечественником Фрэнком Шемроком в бою за титул чемпиона Strikeforce в средней весовой категории. Во втором раунде Шемрок успешно провёл удушающий приём сзади, Барони потерял сознание, и была зафиксирована техническая сдача.
После боя с Шемроком выяснилось, что Барони провалил допинг-тест — в его пробе были обнаружены следы двух анаболических стероидов болденона и станозолола. В итоге Атлетическая комиссия штата Калифорния назначила ему штраф в размере 2500 долларов и на год отстранила его от соревнований. Впоследствии срок дисквалификации был сокращён до шести месяцев.
В марте 2008 года Фил Барони претендовал на титул чемпиона ICON Sport в среднем весе, но проиграл малоизвестному бойцу Кала Хосе техническим нокаутом в пятом раунде.
В мае 2008 года на турнире организации EliteXC потерпел поражение техническим нокаутом от Джоуи Вильясеньора.
В июле 2008 года выступил в Англии на турнире британского промоушена Cage Rage Championships, нокаутировал своего соперника в первом же раунде.
В июне 2009 года провёл ещё один бой в Strikeforce, на сей раз единогласным решением судей уступил Джо Риггсу.
В 2009—2011 годах вновь являлся бойцом UFC, однако большого успеха здесь не добился — долгое время простаивал из-за травмы плеча, а оба проведённых поединка, против Амира Садоллаха и Брэда Тавареса, проиграл. Из-за этого был досрочно уволен из организации.
В марте 2011 года отметился победой на турнире промоушена Titan Fighting Championships.
В период 2011—2013 годов, помимо всего прочего, дрался в азиатских промоушенах ONE Championship и Dream.
В июле 2014 года выступил на турнире крупной американской организации Bellator, в первом же раунде техническим нокаутом проиграл здесь Каро Парисяну.
После достаточно длительного перерыва в 2018 году вернулся в ММА и продолжил выступать на небольших турнирах. Дрался голыми кулаками с Крисом Леденом, проиграл ему техническим нокаутом в первом раунде.

## Статистика в профессиональном ММА
| Боёв 35  | Побед 16 | Поражений 19 |
| -------- | -------- | ------------ |
| Нокаутом | 11       | 7            |
| Сдачей   | 2        | 3            |
| Решением | 3        | 9            |

| Результат | Рекорд | Соперник          | Способ                             | Турнир                                           | Дата             | Раунд | Время | Место              | Примечание                                        |
| --------- | ------ | ----------------- | ---------------------------------- | ------------------------------------------------ | ---------------- | ----- | ----- | ------------------ | ------------------------------------------------- |
| Поражение | 16-19  | Сай Ван           | Сдача (удушение сзади)             | Rebel FC 9: Return of the Champion               | 7 сентября 2019  | 1     | 4:10  | Шанхай, Китай      |                                                   |
| Победа    | 16-18  | Мэтт Лаглер       | TKO (удары руками)                 | KOTC: Under Siege                                | 4 мая 2018       | 1     | 0:24  | Алпайн, США        | Бой в среднем весе.                               |
| Поражение | 15-18  | Каро Парисян      | KO (удары руками)                  | Bellator 122                                     | 25 июля 2014     | 1     | 2:06  | Темекьюла, США     |                                                   |
| Поражение | 15-17  | Нобутацу Судзуки  | TKO (удары руками)                 | ONE Fighting Championship: Rise to Power         | 31 мая 2013      | 1     | 4:17  | Пасай, Филиппины   |                                                   |
| Поражение | 15-16  | Хаято Сакураи     | Единогласное решение               | Dream 18                                         | 31 декабря 2012  | 3     | 5:00  | Токио, Япония      |                                                   |
| Победа    | 15-15  | Родригу Рибейру   | TKO (удары)                        | ONE Fighting Championship: Pride of a Nation     | 31 августа 2012  | 1     | 1:00  | Манила, Филиппины  |                                                   |
| Поражение | 14-15  | Крис Холланд      | TKO (удары руками)                 | Ring of Fire 43: Bad Blood                       | 2 июня 2012      | 2     | 2:50  | Денвер, США        |                                                   |
| Поражение | 14-14  | Ёсиюки Ёсида      | Единогласное решение               | ONE Fighting Championship: Champion vs. Champion | 3 сентября 2011  | 3     | 5:00  | Каланг, Сингапур   |                                                   |
| Победа    | 14-13  | Ник Нолти         | Единогласное решение               | Titan Fighting Championships 17                  | 25 марта 2011    | 3     | 5:00  | Канзас-Сити, США   | Бой в среднем весе.                               |
| Поражение | 13-13  | Брэд Таварес      | KO (удары)                         | UFC 125                                          | 1 января 2011    | 1     | 4:20  | Лас-Вегас, США     | Бой в среднем весе.                               |
| Поражение | 13-12  | Амир Садоллах     | Единогласное решение               | UFC 106                                          | 21 ноября 2009   | 3     | 5:00  | Лас-Вегас, США     |                                                   |
| Поражение | 13-11  | Джо Риггс         | Единогласное решение               | Strikeforce: Lawler vs. Shields                  | 6 июня 2009      | 3     | 5:00  | Сент-Луис, США     |                                                   |
| Победа    | 13-10  | Олаф Альфонсо     | Единогласное решение               | PFC 10: Explosive                                | 27 сентября 2008 | 3     | 5:00  | Лемор, США         |                                                   |
| Победа    | 12-10  | Рон Вердадеро     | TKO (удары руками)                 | ICON Sport: Hard Times                           | 2 августа 2008   | 1     | 0:51  | Гонолулу, США      | Бой в промежуточном весе 79,4 кг.                 |
| Победа    | 11-10  | Скотт Янсен       | KO (удар рукой)                    | Cage Rage 27                                     | 12 июля 2008     | 1     | 3:20  | Лондон, Англия     | Дебют в полусреднем весе.                         |
| Поражение | 10-10  | Джоуи Вильясеньор | TKO (удары руками)                 | EliteXC: Primetime                               | 31 мая 2008      | 1     | 1:11  | Ньюарк, США        | Бой в среднем весе.                               |
| Поражение | 10-9   | Кала Хосе         | TKO (удары руками)                 | ICON Sport: Baroni vs. Hose                      | 15 марта 2008    | 5     | 1:45  | Гонолулу, США      | Бой за титул чемпиона ICON Sport в среднем весе.  |
| Поражение | 10-8   | Фрэнк Шемрок      | Техническая сдача (удушение сзади) | Strikeforce: Shamrock vs. Baroni                 | 22 июня 2007     | 2     | 4:00  | Сан-Хосе, США      | Бой за титул чемпиона Strikeforce в среднем весе. |
| Победа    | 10-7   | Ёсукэ Нисидзима   | Техническая сдача (кимура)         | Pride 32                                         | 21 октября 2006  | 1     | 3:20  | Лас-Вегас, США     | Бой в промежуточном весе 88,5 кг.                 |
| Поражение | 9-7    | Кадзуо Мисаки     | Единогласное решение               | Pride Bushido 11                                 | 4 июня 2006      | 2     | 5:00  | Сайтама, Япония    |                                                   |
| Победа    | 9-6    | Юки Кондо         | KO (удар рукой)                    | Pride Bushido 10                                 | 2 апреля 2006    | 1     | 0:25  | Токио, Япония      |                                                   |
| Поражение | 8-6    | Икухиса Минова    | Единогласное решение               | Pride Bushido 9                                  | 25 сентября 2005 | 2     | 5:00  | Токио, Япония      |                                                   |
| Победа    | 8-5    | Рё Тёнан          | KO (удар рукой)                    | Pride Bushido 8                                  | 17 июля 2005     | 1     | 1:40  | Нагоя, Япония      |                                                   |
| Победа    | 7-5    | Икухиса Минова    | TKO (топчущие удары)               | Pride Bushido 7                                  | 22 мая 2005      | 2     | 2:04  | Токио, Япония      |                                                   |
| Победа    | 6-5    | Крис Круит        | Сдача (рычаг локтя)                | Extreme Fighting Challenge 11                    | 5 марта 2005     | 2     | N/A   | Колумбус, США      |                                                   |
| Поражение | 5-5    | Пит Селл          | Сдача (гильотина)                  | UFC 51                                           | 5 февраля 2005   | 3     | 4:19  | Лас-Вегас, США     |                                                   |
| Поражение | 5-4    | Эван Таннер       | Единогласное решение               | UFC 48                                           | 19 июня 2004     | 3     | 5:00  | Лас-Вегас, США     |                                                   |
| Поражение | 5-3    | Эван Таннер       | TKO (удары руками)                 | UFC 45                                           | 21 ноября 2003   | 1     | 4:42  | Анкасвилл, США     |                                                   |
| Поражение | 5-2    | Мэтт Линдлэнд     | Единогласное решение               | UFC 41                                           | 28 февраля 2003  | 3     | 5:00  | Атлантик-Сити, США |                                                   |
| Победа    | 5-1    | Дейв Менне        | KO (удары руками)                  | UFC 39                                           | 27 сентября 2002 | 1     | 0:18  | Анкасвилл, США     |                                                   |
| Победа    | 4-1    | Амар Сулоев       | TKO (удары руками)                 | UFC 37                                           | 10 мая 2002      | 1     | 2:55  | Божер-Сити, США    |                                                   |
| Поражение | 3-1    | Мэтт Линдлэнд     | Решение большинства                | UFC 34                                           | 2 ноября 2001    | 3     | 5:00  | Лас-Вегас, США     |                                                   |
| Победа    | 3-0    | Роберт Саркози    | TKO (удары руками)                 | WMMAA 1: MegaFights                              | 10 августа 2001  | 1     | 1:05  | Атлантик-Сити, США |                                                   |
| Победа    | 2-0    | Кёртис Стаут      | Единогласное решение               | UFC 30                                           | 23 февраля 2001  | 2     | 5:00  | Атлантик-Сити, США | Бой в промежуточном весе (90,3 кг).               |
| Победа    | 1-0    | Джон Хейес        | TKO (удары руками)                 | Vengeance at the Vanderbilt 9                    | 5 августа 2000   | 1     | 0:35  | Плейнвью, США      |                                                   |